# Афанасово (Сергиево-Посадский район)
Афанасово — деревня в Сергиево-Посадском районе Московской области, в составе муниципального образования Сельское поселение Шеметовское (до 29 ноября 2006 года входила в состав Ченцовского сельского округа).

## Население
| 2002 | 2006 | 2010 |
| ---- | ---- | ---- |
| 5    | →5   | ↘1   |

## География
Афанасово расположено примерно в 29 км (по шоссе) на север от Сергиева Посада, на безымянном левом притоке реки Дубна, высота центра деревни над уровнем моря — 172 м. Деревня связана автобусным сообщением с райцентром и соседними населёнными пунктами (остановка в прилегающем с юго-востока Селихово).